# Miosite
Le miositi sono un gruppo eterogeneo di malattie muscolari acquisite, accomunate dall'infiammazione del tessuto muscolare striato; esse fanno parte del più ampio gruppo delle connettiviti, tra le cui forme più frequenti rientrano la polimiosite e la dermatomiosite. Una delle possibili cause viene individuata nell'infiammazione muscolare secondaria a un processo autoimmune, cioè ad un'auto-aggressione del muscolo da parte del sistema immunitario che si verifica per cause sconosciute. Tra le possibili cause scatenanti o esacerbanti si ipotizza il ruolo delle infezioni.

## Clinica
Clinicamente si caratterizzano per la comparsa di debolezza muscolare (paresi) e atrofia muscolare. Di solito hanno un esordio acuto (giorni/settimane) oppure nella miosite da corpi inclusi la sintomatologia può esordire dopo mesi o anni.
Generalmente i capi muscolari più colpiti sono quelli prossimali delle braccia e delle gambe, con un coinvolgimento dei muscoli della deglutizione e del collo. Nelle forme autoimmuni è possibile un interessamento cardiaco con alterazioni elettrocardiografiche, pericardite, cardiomiopatia dilatativa, insufficienza cardiaca. 
Dal punto di vista istologico si riscontra la presenza di infiltrati infiammatori nel muscolo scheletrico.

## Classificazione
Le varianti note di miosite nell'uomo sono:
- miosite ossificante[5][6];
- Fibrodisplasia ossificante progressiva o sindrome di Münchmeyer (genetica)[7][8];
- miopatia infiammatoria (idiopatica);

1. dermatomiosite (DM) (autoimmune), con la forma di dermatomiosite giovanile[9][10];
2. polimiosite (PM) (autoimmune);
3. miosite da corpi inclusi (IBM) (autoimmune, acquisita o congenita)
4. miosite eosinofilica

- miopatia infiammatoria (infettiva)

1. piomiosite non batterica: sarcosporidiosi[11][12][13]; schistosomiasi[14]; trichinosi[15][16]; cisticercosi[17][18].
2. miosite batterica: piomiosite da stafilococco; lebbra[19][20]; sifilide[21][22][23]; tetano (post vaccino)[24][25][26]; borreliosi[27][28][29]; Mycoplasma pneumoniae[30][31][32]
3. pleurodinia epidemica (virale)
4. miosite virale da influenza A e B, HIV, COVID-19[33].

- miosite interstiziale (vasculite);
- miosite da sovraccarico in seguito a distrofia muscolare
- rabdomiolisi
- miosite mioglobinurica (sconosciuta);
- miosite (miopatia) da farmaci[Nota 1][34][35][36].
- sindrome miositica tensiva[37][Nota 2][38]

Una classificazione alternativa è proposta da Mastaglia F.L., (2008).
Tra le miositi di interesse veterinario: 
- miosite infettiva[Nota 3]
- miosite del muscolo masticatorio del cane (MMM)[39][40][41][42][43]
- miosite tossica o malattia di Bornholm (cavallo)[44]

### Epidemiologia
L'incidenza annuale di questa patologia è di 5-10/milione nuovi casi l'anno tra gli adulti e 10-15/milione nuovi casi in età pediatrica; la prevalenza invece è di 50-100 casi/milione.
Studi epidemiologici hanno contribuito a definire la prevalenza e l'incidenza di Polimiosite, Dermatomiosite, e miosite da corpi inclusi (IBM), mostrando differenze di rischio tra uomini e donne ed anche rispetto all'età di esordio per le diverse forme di miosite. 
Inoltre, questi studi hanno dimostrato che vi è un rischio sostanzialmente maggiore di Polimiosite e Dermatomiosite in alcuni gruppi etnici, cosa che evidentemente è geneticamente determinata.

## Sintomatologia
La manifestazione tipica della polimiosite è il progressivo indebolimento dei muscoli prossimali, spesso caratterizzato da un'insorgenza subdola. La componente dolorosa è di solito poco rappresentata, mentre prevale il senso di fatica e la progressiva difficoltà a compiere movimenti che prima venivano eseguiti senza sforzo, come salire le scale o muovere i muscoli del collo. In seguito può comparire disfagia e indebolimento dei muscoli respiratori.
I segni clinici più utili per riconoscere e/o sospettare la patologia sono:
- ipostenia muscolare
- astenia patologica
- dolore (~50%) e/o crampi muscolari
- atrofia muscolare
- alterazioni dei riflessi tendinei

Tutti da ricercare durante l'esame obiettivo del paziente.

## Eziologia
La causa normalmente è sconosciuta, probabile la natura autoimmune. 
La causa è nota solo in alcuni casi specifici come la miosite traumatica (miosite ossificante), causata da un trauma fisico, o parassiti fra cui la Trichinella spiralis.
Comunemente la miosite è una complicanza di comuni infezioni virali come l'influenza da virus A e B, le infezioni da virus Coxsackievirus, COVID-19 e da virus HIV.
Spesso le statine e i fibrati sono causa di miositi iatrogene.

## Diagnosi

### Esami ematochimici
L'esame ematochimico più utile per riconoscere la patologia è il dosaggio dell'enzima sierico della creatinchinasi (CK) (valori normali: < 130 U/l); enzima che normalmente aumenta in corso di numerose affezioni che interessano il muscolo e la sua innervazione motoria.
La creatinchinasi è valutata in tutte le sue varianti enzimatiche: CK-Mi, CK-B, CK-M, CK-MB, inoltre è utile la valutazione della L-lattato deidrogenasi,  dell'aldolasie dell'glutammato-ossalacetato transferasi (SGOT) oltre alla valutazione della mioglobina.

## Terapie
I corticosteroidi ad alte dosi iniziali, sono la terapia di prima linea, si usano anche farmaci immunosoppressori come la ciclosporina e le immunoglobuline umane polivalenti per via endovenosa nei casi resistenti agli steroidi. È stato proposto di recente anche il Rituximab.
Sulla rivista scientifica Lancet nel novembre 2015 sono stati pubblicati i risultati di un Randomized controlled trial policentrico multinazionale nelle dermatomiosite giovanile: Prednisone versus prednisone plus ciclosporin versus prednisone plus methotrexate in new-onset juvenile dermatomyositis: a randomised trial. I risultati confermano la superiorità sul controllo dei sintomi della terapia combinata corticosteroide più immuno soppressore.

## Legislazione
Secondo la normativa italiana la dermatomiosite e la polimiosite sono inserite nel Codice di esenzione per le malattie rare.

### Medicina umana
- Joseph C. Segen, Concise Dictionary of Modern Medicine, New York, McGraw-Hill, 2006, ISBN 978-88-386-3917-3.
- Douglas M. Anderson, A. Elliot Michelle, Mosby’s medical, nursing, & Allied Health Dictionary sesta edizione, New York, Piccin, 2004, ISBN 88-299-1716-8.
- Karen Law & Aliza Lipson, Rheumatology Board Review, Wiley, 6 gennaio 2014,  p. 129, ISBN 978-1-118-47584-3.
- Alan Hakim & Gavin Clunie, Oxford Handbook of Rheumatology, OUP Oxford, 22 settembre 2011,  p. 174, ISBN 978-0-19-101957-9.
- Myositis: New Insights for the Healthcare Professional: 2013 Edition: ScholarlyPaper, ScholarlyEditions, 22 luglio 2013,  p. 17, ISBN 978-1-4816-5445-6.
- Myositis—Advances in Research and Treatment: 2012 Edition: ScholarlyPaper, ScholarlyEditions, 26 dicembre 2012,  p. 3, ISBN 978-1-4816-3651-3.
- Valerie Askanas & W. King Engel, Muscle Aging, Inclusion-Body Myositis and Myopathies, John Wiley & Sons, 27 febbraio 2012, ISBN 978-1-4051-9646-8.
- Clyde A. Helms, Fundamentals of Skeletal Radiology, Elsevier Health Sciences, 27 settembre 2013,  p. 55, ISBN 978-1-4557-5154-9.
- (DE)  A. Bornemann, S. Heitmann, A. Linder: Myositiden, Springer Medizin Verlag, 2009, DOI: 10.1007/s00292-009-1167-7 (ultimo accesso: 2. Mai 2015)

### Medicina veterinaria
- Stephen J. Ettinger & Edward C. Feldman, Textbook of Veterinary Internal Medicine, Elsevier Health Sciences, 24 dicembre 2009,  p. 667, ISBN 1-4377-0282-1.
- Debra C. Sellon & Maureen T. Long, Equine Infectious Diseases, Elsevier Health Sciences, 2007,  p. 61, ISBN 1-4160-2406-9.
- Thomas J. Divers & Simon Francis Peek, Rebhun's Diseases of Dairy Cattle, Elsevier Health Sciences, 2008,  p. 606, ISBN 1-4160-3137-5.
- Richard W. Nelson & C. Guillermo Couto, Small Animal Internal Medicine, Elsevier Health Sciences, 15 febbraio 2014,  p. 1437, ISBN 978-0-323-24300-1.
- Natasha J. Olby, Advances in Veterinary Neurology, An Issue of Veterinary Clinics of North America: Small Animal Practice,, Elsevier Health Sciences, 12 novembre 2014,  p. 1064, ISBN 978-0-323-32691-9.
- James A. Orsini & Thomas J. Divers, Equine Emergencies: Treatment and Procedures, Elsevier Health Sciences, 3 dicembre 2013,  p. 83, ISBN 978-1-4557-0892-5.
- Michael Schaer, Clinical Medicine of the Dog and Cat, Second Edition, CRC Press, 23 ottobre 2009,  p. 673, ISBN 978-1-84076-640-0.
- Alex Gough & Kate Murphy, Differential Diagnosis in Small Animal Medicine, Wiley, 12 gennaio 2015,  p. 205, ISBN 978-1-118-40971-8.
- Monica M. Tighe & Marg Brown, Mosby's Comprehensive Review for Veterinary Technicians, Elsevier Health Sciences, 16 giugno 2014,  p. 95, ISBN 978-0-323-17139-7.